# Elizabeth Edmondson
Elizabeth Mary Edmondson, (nacida el 1 de julio de 1950) es una competidora paralímpica australiana y actual competidora australiana de máster en natación. Quedó parapléjica después de contraer la poliomielitis cuando era pequeña. Ganó varias medallas en los Juegos Paralímpicos de Tokio 1964 y los Juegos Paralímpicos de Tel Aviv 1968. Posteriormente se retiró de la natación adaptada y no volvió a practicar este deporte hasta 2006 para competir en el FINA World Masters Championships de 2008 en Perth.

## Vida personal

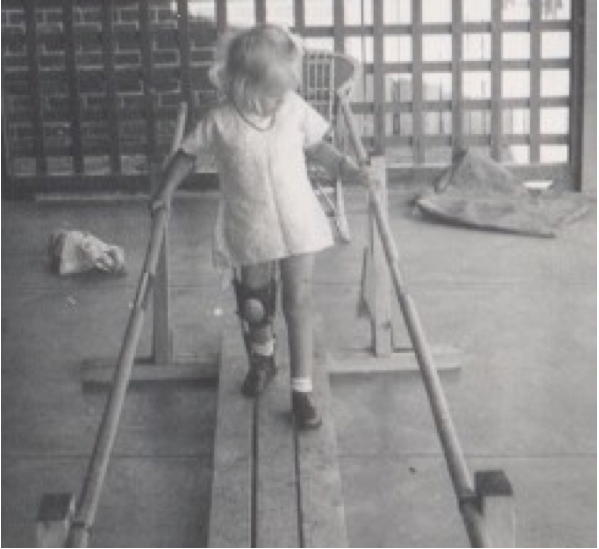
Edmondson aprendiendo a caminar.

Elizabeth Edmondson nació el 1 de julio de 1950 en Perth, Australia Occidental. El 27 de septiembre de 1951, a la edad de 15 meses, se le diagnosticó poliomielitis. Pasó quince meses en el hospital. Su padre hizo cambios en la casa para facilitarle los desplazamientos, incluyendo la adición de barras paralelas para ayudarla a aprender a caminar. Empezó a nadar cuando tenía cinco años, en los Baños de Crawley en el río Swan. Las primeras brazadas que aprendió a nadar fueron la espalda, en estilo perrito y el estilo libre. Aprendió a nadar sin usar las piernas. Se clasificó por primera vez en una competición de natación durante una competición en el primer año de la escuela, donde terminó tercera en un estilo perrito.
Su primer calibrador ortopédico no le permitió doblar la rodilla. Cuando tenía diez años se encontraba emocionada por recibir su primer calibrador que le permitió doblar la rodilla. Edmondson tuvo otros problemas con el calzado cuando era joven. A medida que sus pies crecían, superó su calzado hecho a medida. Para alargar la vida de sus zapatos se le cortaron la parte de los dedos, para darle más espacio a sus propios dedos.
Después de que ella comenzó a trabajar para Telstra, se casó con Ken Mills y tuvo una hija, Ruth. En diciembre de 2008, Edmondson fue diagnosticada con cáncer de seno. Su tratamiento consistió en someterse a una tumorectomía.

## Carrera competitiva

### Comienzos
Cuando Edmonson tenía 14 años, su entrenador le dijo que había batido un récord mundial mientras nadaba en el parque Beatty como miembro de la brigada de natación. Para clasificarse para los Juegos Paralímpicos de Tokio 1964, compitió en los Terceros Juegos parapléjicos de Australia, celebrados en Adelaida (Australia Meridional). Ganó una medalla de oro en la prueba de 50 metros espalda con un tiempo de 51,8 segundos, 15,2 segundos más rápido que el anterior récord de la Commonwealth que ella superó. La prueba fue la competición clasificatoria australiana para los Juegos Paralímpicos de 1964 que debían celebrarse en Tokio.
En la época en que Elizabeth comenzaba a prepararse para los Juegos Paralímpicos, era estudiante en la Escuela Anglicana para Niñas de Santa Hilda, miembro del Club de Natación de West Perth y una ávida surfista. Edmondson puso su surfing en espera para pasar más tiempo entrenando.

### Juegos Paralímpicos

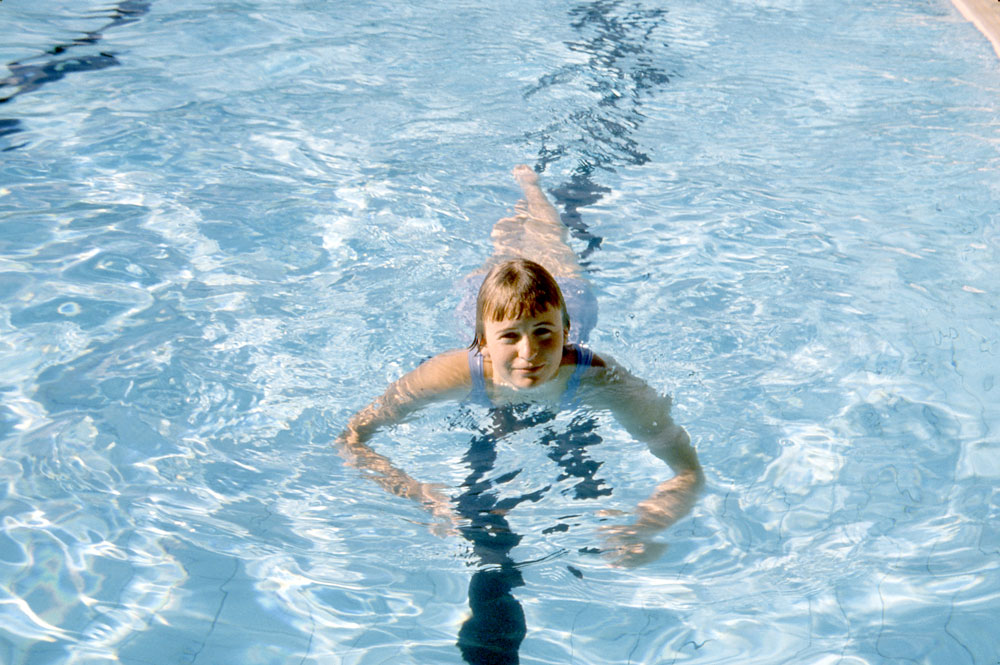
Elizabeth Edmondson a los catorce años en la piscina de Beatty Park.

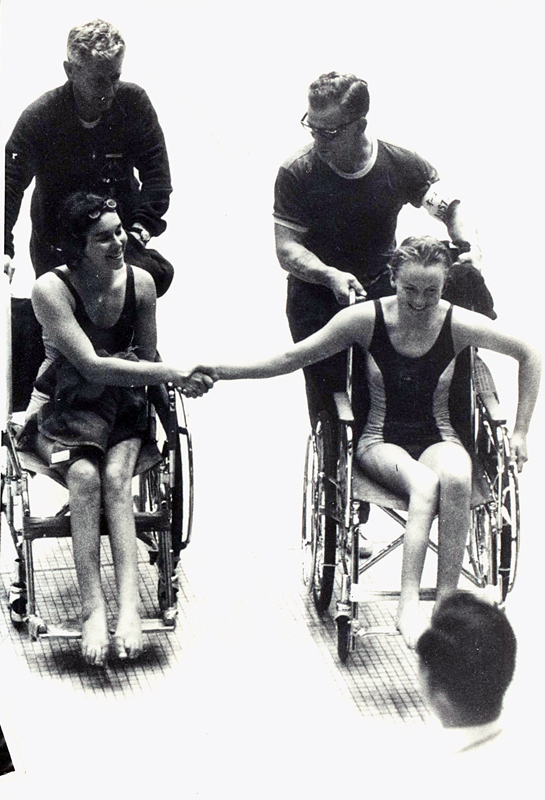
Los miembros del equipo paralímpico australiano Daphne Ceeney y Elizabeth Edmondson se dan la mano después de que Edmondson ganara el oro y Ceeney la plata en la prueba de natación en solitario de los Juegos Paralímpicos de Tokio de 1964.

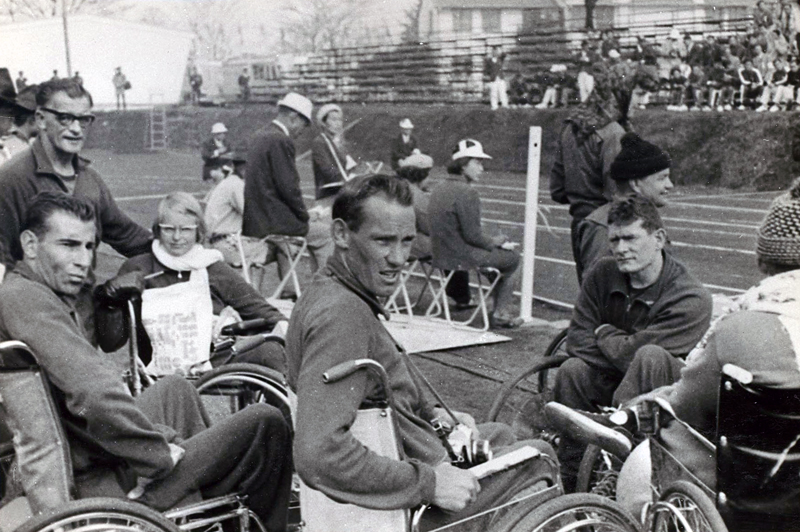
Miembros del equipo paralímpico australiano en el campo de atletismo durante los Juegos Paralímpicos de Tokio 1964. De izquierda a derecha (sentado) Frank Ponta, Elizabeth Edmondson, un desconocido y Bill Mather-Brown

A la edad de 14 años y 4 meses, Edmondson fue una competidora paralímpica australiana. Fue la competidora más joven en los Juegos Paralímpicos de Verano de 1964 en Tokio entre atletas de todas las naciones. Así como la medallista de oro paralímpica más joven de Australia durante 48 años, hasta que Maddison Elliott ganó una medalla de bronce en los Juegos Paralímpicos de Londres 2012. Ganó tres medallas de oro en los Juegos Paralímpicos de Tokio 1964 en los siguientes eventos: la clase femenina 5 50 metros braza con un tiempo récord mundial de 1.04.6;  la clase femenina 5 50 metros espalda con un tiempo récord mundial de 0.50.8; clase 5 femenina completa 50 metros estilo libre con un tiempo récord mundial de 0.39.7. Al concluir los juegos de 1964, los padres de Edmondson reconocieron que la natación había ayudado mucho a su hija, pero sintieron que ella necesitaba dejar el deporte y concentrarse en su educación porque la natación no le permitiría mantenerse en pie en la vida. Después de los juegos de 1964, Edmondson regresó a casa y se preparó para los exámenes escolares.
Edmondson y Lorraine Dodd conocieron a Isabel Bowes-Lyon (la Reina madre) en una fiesta en el jardín de la Casa de Gobierno cuando ella visitó Perth en 1966. No pudo competir en los Juegos parapléjicos del Commonwealth de 1966, debido a la dificultad de encontrar fondos para ir a Jamaica, una situación común en muchos atletas de Australia Occidental.
Ganó una medalla de oro en los Juegos Paralímpicos de Tel Aviv 1968 en la prueba de natación incompleta de 50 metros en estilo libre clase 4, con un tiempo récord mundial de 0,44,1 y una medalla de oro en la prueba de natación abierta de 100 metros en estilo libre con un tiempo récord mundial de 1,33,0. También ganó una medalla de plata en los 50 metros espalda clase 4 incompletos en un tiempo de 52.3.
Compitió con movilidad limitada en el agua, durante los Juegos Paralímpicos y el resto de su carrera de natación adaptada: únicamente podía usar sus brazos y hombros para moverse por el agua. El entrenador de natación de Edmondson, Tony Howson, afirmó que sus tiempos de natación eran similares a los de las niñas de la misma edad. Dejó de competir después de los Juegos de 1968 por razones financieras, y fue empleada en Telstra.

### Los Masters swimmirng

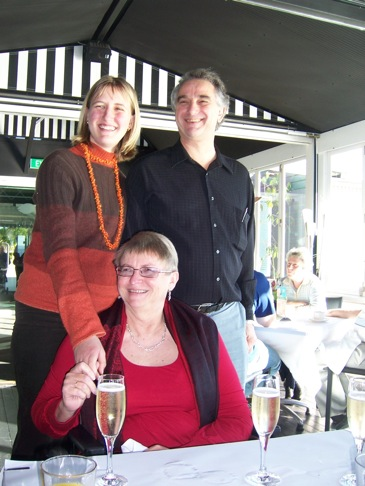
Elizabeth Edmondson (sentada) en el 21 aniversario de su hija.

En 2006, comenzó a participar en la natación competitiva de nuevo cuando se unió al Club de Natación del Estadio Masters. En 2008, se clasificó para los Campeonatos Mundiales de Masters de la FINA y logró un mejor tiempo personal en los 800 metros libres. De 2007 a 2009, compitió en varios eventos de natación en una variedad de brazadas y distancias alrededor de Australia en el grupo de edad de las mujeres de 55 a 59 años. En octubre de 2007, en los 11º Juegos de Masters de Australia, ganó 7 medallas de oro individuales y una de oro en un relevo como nadadora discapacitada. También ganó una medalla de bronce como miembro de un equipo en un evento de relevos para discapacitados.
En febrero de 2009, nadó en los 12º Juegos de Masters de Australia y ganó 7 medallas de oro individuales y 2 de oro en pruebas de relevos como nadadora discapacitada.
En los Juegos Mundiales de Masters de 2009 en Sídney, ganó cuatro medallas de oro y una de plata en el grupo de edad de 55 a 69 años.
Edmondson compitió en el Campeonato Nacional Australiano de Natación de Masters de 2010, celebrado en Launceston (Tasmania). Compitió en doce eventos individuales, y estableció once récords personales individuales. Su viaje al evento fue pagado por Wheelchair Sports WA a través del fondo de becas Sir George Bedbrook.
Compitió en los Juegos Maestros Australianos X111 de 2011 celebrados en Adelaida (Australia). Compitió como nadadora discapacitada en seis pruebas individuales y cuatro relevos y ganó diez medallas de oro. Edmondson compitió en los XIV Juegos Masters australianos de 2013 celebrados en Geelong, Victoria. Compitió como nadadora discapacitada en siete pruebas individuales y dos relevos y ganó nueve medallas de oro.
Nadó en el "One Hour Postal Swim" de la Asociación Británica de Natación de Larga Distancia de 2009 a 2012. También está calificada como una mariscal de natación.

## Reconocimiento
Fue galardonada con la Medalla Deportiva Australiana en el año 2000, en reconocimiento a su trabajo como nadadora. Edmondson fue admitida en el Salón de la Fama de la Natación de Australia Occidental en 2008. En 2009, fue admitida en el Salón de la Fama de los Deportes en Silla de Ruedas de Australia Occidental. También recibió un Certificado de Reconocimiento en 2012 por parte de Masters Swimming Western Australia por sus servicios a Masters Swimming.
En 2018 se convirtió en la primera incorporada al Salón de Leyendas de la Natación de WA, reconociendo «las destacadas actuaciones en natación a nivel internacional... consideradas como inspiradoras de la nación y que han establecido el nombre del atleta, su Estado y su país en el escenario mundial».